# Kostel svatého Martina (Luštěnice)
Římskokatolický farní kostel svatého Martina v Luštěnicích je barokní sakrální stavba stojící vedle luštěnického zámku. Ke kostelu přiléhá hřbitov a v blízkosti kostela je fara. Kostel spolu se hřbitovem, farou a velkým hospodářským dvorem je součástí zámeckého areálu. Od roku 1967 je kostel chráněn jako kulturní památka.

## Historie

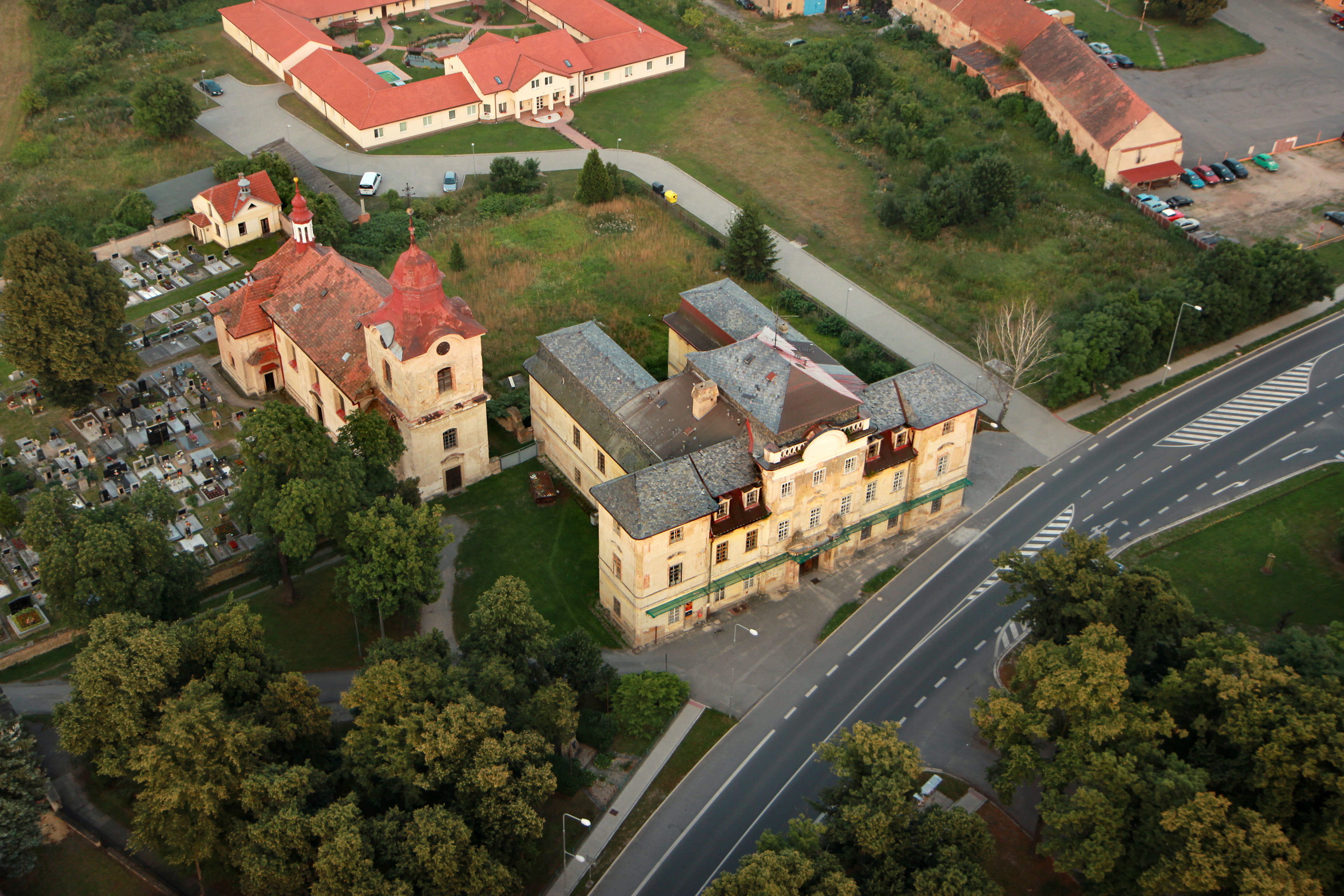
Letecký pohled na luštěnický zámek a kostel sv. Martina v Luštěnicích

Kostel byl postaven na místě staršího gotického farního kostela, který byl v Luštěnicích již od 14. století, v roce 1739 stavitelem z Dobrovice. Zřejmě byly přitom využity původní konstrukce. Existoval sice návrh F. M. Kaňky z roku 1724, ale ten nebyl nikdy realizován. V roce 1799 byla stavba rozšířena o presbytář. V průběhu dějin zde působili různí kněží a duchovní: podobojí i katolíci; a také řeholníci, většinou minorité a piaristé.

## Architektura
Kostel je obdélný, hladký. Má hranolovou věž, která je členěna lizénami. Presbytář je čtvercový a sakristie je sklenuta konchou. Presbytář je sklenut hladkým křížem. Loď má plochý strop. V kostele je zděná kruchta, která spočívá na pilířích.

## Zařízení
Zařízení je barokní, jednotné a pochází z období stavby kostela. Hlavní oltář je barokní z roku 1740. Je portálový a sloupový. Oltář je dílem kosmonoského řezbáře, pravděpodobně J. Jelínka. Jsou na něm sochy sv. Václava a sv. Floriána (ta byla umístěna později do věže) a obraz sv. Martin od F. Barbieriho. Raně barokní tabernákl z roku 1699 je mahagonový, vykládaný perletí. Dva boční oltáře jsou barokní, rámové se sochami andělů. Jen boční oltář je vybaven obrazem Panny Marie Pasovské, druhý obrazem sv. Jana Nepomuckého. Kazatelna nese reliéfy evangelistů a sv. Jana Křtitele, jež jsou dílem Jelínka z Kosmonos z roku 1741. Zpovědnice je z roku 1741 a lavice pocházejí z roku 1742. Jsou prací kosmonoského truhláře. Renesanční cínová křtitelnice pochází z roku 1583.

## Okolí kostela
Barokní fara z roku 1752. Jedná se o volnou, prostou, jednopatrovou budovu. Na prostranství před farou se nachází socha sv. Jana Nepomuckého z roku 1772.